# Дустабад
Дустабад (узб. Doʻstobod / Дўстобод) — город, центр Куйичирчикского района Ташкентской области Республики Узбекистан.

## История
Посёлок Солдатский основан русскими переселенцами в месте впадения в Сырдарью реки Ахангаран.
Здесь был построен православный храм, который был освящён накануне революции 1917 года, и просуществовал до 1936 года, после чего был разрушен. В 1942 году был освящён как молитвенный дом.
До 1991 года город назывался Солдатский, до 1996 года — Аскарлик. Расположен в 50 км от железнодорожной станции Разъезд 55 (на линии Хаваст — Ташкент).
В советский период были введены в строй такие крупные предприятия, как Текстильно-галантерейная фабрика, Лубяной завод, Экспериментально-механический завод и ССК-3.
В начале 1992 года здесь было образовано подворье Свято-Троице-Никольского монастыря, преобразованное в 1998 году в Свято-Покровский женский монастырь.

## Население
Население — 18 000 человек.
| Год  | Численность | Численность |
| ---- | ----------- | ----------- |
| 1939 | 3356        | [ 1 ]       |
| 1959 | 7008        | [ 2 ]       |
| 1970 | 6493        | [ 3 ]       |
| 1979 | 7564        | [ 4 ]       |
| 1989 | 12 401      | [ 5 ]       |

## Фотогалерея города
- Ресторан "Sim Sim"
- Правительственное здание
- Перекрестка в центр
- Заброшенное здание "МТП"
- дорога Солдатский-Аккурган
- Забор здании прокуратуры